# Bódizs Róbert
Bódizs Róbert (Margitta, 1973. október 29. –) magyar pszichológus.

## Élete, munkássága
1992 és 1997 között végezte el a pszichológia mesterszakot a kolozsvári Babeș–Bolyai Tudományegyetemen. A rákövetkező évben a budapesti Semmelweis Egyetem doktorandusz hallgatója lett, kognitív idegtudomány szakon.
Fő érdeklődési köre az alváskutatás, az alvás-függő EEG-mintázatok egyéni különbségei, az alvás és a kogníció és a személyiség összefüggése, az electrocorticographia alkalmazása a humán alváskutatásban. Jelenlegi kutatásainak tudományága az egészségtudományok, illetve pszichológiai tudományok.

## Munkahelyei
1998 és 2002 között pszichológusként dolgozott az Országos Pszichiátriai és Neurológiai Intézetben illetve ettől az évtől egészen napjainkig a Semmelweis Egyetem Magatartástudományi Intézet fő munkatársa az alváskutatásban. Ezután 2002-től a Károli Gáspár Egyetemen folytatta munkásságát. 2009 és 2011 között alváskutatási tevékenységeit MTA-BME Kognitív Tudományi Kutatócsoport tudományos főmunkatársaként, illetve tanáraként folytatta. 2012-től a Budapesti Műszaki és Gazdaságtudományi Egyetem Kognitív Tudományi Tanszék tudományos fő munkatársává vált. 2013 márciusa óta a Pázmány Péter Katolikus Egyetem Általános Pszichológia Tanszék részállású tudományos munkatársként tevékenykedik.

## Díjak
- Semmelweis Egyetem Kiváló Dolgozója 2013- Semmelweis Egyetem
- Merit-díj 2012- Semmelweis Egyetem, ÁOK
- Kutatási Pályázati Díj 2009 – DreamScience Alapítvány
- Helgi Kristbjarnarson Díj 2004 – Európai Alváskutatási Társaság
- Publikációs díj 2002 – Doktoranduszok Országos Szövetsége

## Tagságok
- Szerkesztőbizottság: BMC Neuroscience, Magyar Pszichológiai Szemle
- Törzstag: Mentális Egészségtudományok Doktori Iskola, Semmelweis Egyetem

## Publikációk
- 2014

Sándor Piroska, Szakadát Sára, Bódizs Róbert: Ontogeny of dreaming: a review of empirical studies, SLEEP MEDICINE REVIEWS 18: (5) pp. 435–449.
dokumentum típusa: Folyóiratcikk/Összefoglaló cikk
impakt faktor: 9.141*
nyelv: angol
DOI
2014
	Bódizs R, Gombos F, Gerván P, Szőcs K, Réthelyi JM, Kovács I: Aging and Sleep in Williams Syndrome: Accelerated Sleep Deterioration and Decelerated Slow Wave Sleep Decrement, RESEARCH IN DEVELOPMENTAL DISABILITIES 35: (12) pp. 3226–3235.
dokumentum típusa: Folyóiratcikk/Szakcikk
impakt faktor: 2.735*
nyelv: angol
DOI
2013
	Simor P, Bódizs R, Horváth K, Ferri R: Disturbed dreaming and the instability of sleep: altered NREM sleep microstructure in subjects with frequent nightmares as revealed by the cyclic alternating pattern, SLEEP 36: (3) pp. 413–419.
dokumentum típusa: Folyóiratcikk/Szakcikk
impakt faktor: 5.062
nyelv: angol
DOI
2012
	Bódizs R, Gombos F, Kovács I: Sleep EEG fingerprints reveal accelerated thalamocortical oscillatory dynamics in Williams syndrome, RESEARCH IN DEVELOPMENTAL DISABILITIES 33: (1) pp. 153–164.
dokumentum típusa: Folyóiratcikk/Szakcikk
impakt faktor: 2.483
független idéző közlemények száma: 7
nyelv: angol
URL
2011
	Csóka S, Simor P, Szabó G, Kopp M, Bódizs R: Early maternal separation, nightmares, and bad dreams: Results from the Hungarostudy Epidemiological Panel, ATTACHMENT AND HUMAN DEVELOPMENT 13: (2) pp. 125–140.
dokumentum típusa: Folyóiratcikk/Szakcikk
impakt faktor: 2.380
független idéző közlemények száma: 8
nyelv: angol
URL
	2010
Alvás, álom, bioritmusok; Medicina, Budapest, 2000
2005
	Bódizs R, Sverteczki M, Lázár A S, Halász P: Human parahippocampal activity: Non-REM and REM elements in wake-sleep transition, BRAIN RESEARCH BULLETIN 65: (2) pp. 169–176.
dokumentum típusa: Folyóiratcikk/Szakcikk
impakt faktor: 2.481
független idéző közlemények száma: 20
nyelv: angol
URL
2005
	Bódizs R, Kis T, Lázár A S, Havrán L, Rigó P, Clemens Z, Halász P: Prediction of general mental ability based on neural oscillation measures of sleep, JOURNAL OF SLEEP RESEARCH 14: (3) pp. 285–292.
dokumentum típusa: Folyóiratcikk/Szakcikk
impakt faktor: 3.329
független idéző közlemények száma: 69
nyelv: angol
URL
2004
	Halász P, Terzano M, Parrino L, Bódizs R: The nature of arousal in sleep, JOURNAL OF SLEEP RESEARCH 13: (1) pp. 1–23.
dokumentum típusa: Folyóiratcikk/Összefoglaló cikk
impakt faktor: 3.400
független idéző közlemények száma: 146
nyelv: angol
URL
2002
	Bódizs R, Békésy M, Szucs A, Barsi P, Halász P: Sleep-dependent hippocampal slow activity correlates with waking memory performance in humans, NEUROBIOLOGY OF LEARNING AND MEMORY 78: (2) pp. 441–457. dokumentum típusa: Folyóiratcikk/Szakcikk
impakt faktor: 2.417
független idéző közlemények száma: 18
nyelv: angol
URL
2001
	Bódizs R, Kántor S, Szabó G, Szűcs A, Erőss L, Halász P: Rhythmic hippocampal slow oscillation characterizes REM sleep in humans, HIPPOCAMPUS 11: (6) pp. 747–753.
dokumentum típusa: Folyóiratcikk/Szakcikk impakt faktor: 4.333
független idéző közlemények száma: 47
nyelv: angol
URL

## Publikációs tevékenység
- Monográfiák: 2
- Könyvfejezetek: 10
- Folyóirat-közlemények: 48
- Kumulatív impakt faktor: 73
- H-index: 9 / 11 / 12 (Wos / Scopus / MTMT)
- Független hivatkozások: 521
- Publikációs lista: https://vm.mtmt.hu/www/index.php?AuthorID=10002059